# Pheosia teheranica
Pheosia teheranica is een vlinder uit de familie van de tandvlinders (Notodontidae). De wetenschappelijke naam van de soort is voor het eerst geldig gepubliceerd in 1965 door Daniel.